# Morinda asteroscepa
Morinda asteroscepa là một loài thực vật thuộc họ Rubiaceae. Loài này có ở Malawi và Tanzania.